# Мартюк Хома
Хома Мартюк (псевдо: «Алкід», «Охрім»; нар. 1923, Скала-Подільська, нині Борщівський район, Тернопільська область — пом. 14 листопада 1952, Проскурів) — український військовий та громадський діяч, вояк Дивізії «Галичина» та Української Повстанської Армії, Дунаєвецький надрайонний провідник ОУН.

## Життєпис
Хома Мартюк народився 1923 року в Скалі-Подільській Борщівського повіту на Тернопільщині. Батьків у 1950 році радянська влада депортувала в Сибір. Брати, Левко та Степан — вояки Дивізії «Галичина», львівські студенти, загинули в боях.
У 1943 році Хома Мартюк також зголосився до Дивізії «Галичина». Брав участь у бою під Бродами, а після розгрому дивізії повертається у Надзбруччя.
У серпні 1944 року вступив до лав загонів УПА, що діяли на терені Чортківщини. З вересня 1944 до весни 1947 років перебував у підпорядкуванні Чортківського надрайонного проводу ОУН під псевдонімом «Охрім» займався пропагандистською роботою серед населення.
У червні 1949 року, у зв'язку з переміщенням Йосипа Демчука «Лугового» на терени Вінниччини Дунаєвецький надрайонний провід очолив Хома Мартюк «Алкід». До його підпільної бойової групи входили Петро Гречух «Олег», Іван Гаргат «Лесь», «Назар», «Сулима» та інші. До Дунаєвецького надрайонного проводу ОУН крім Дунаєвецького, Солобковецького районів, включено Ярмолинецький, Городоцький та частину Гвардійського районів.
30 вересня 1951 року Хома Мартюк потрапив у засідку МДБ через зраду провокатора з використанням спецпрепарату «Нептун»-47 на горищі будинку в селі Балині Смотрицького району Кам'янець-Подільської області.
6-9 серпня 1952 року над підпільниками Хомою Мартюком «Алкідом», Іваном Ліщинським «Матюшенком», Петром Гречухом «Олегом», Іваном Ковалевичем «Мироном», М. Чернегою («Карась»), М. Пирогом («Сокіл»), Івана Гаргата «Леся», Йосипом Лазарком «Тарасом» відбулося закрите засідання військового трибуналу Прикарпатського військового округу в м. Тернополі. Всіх їх засуджено до вищої міри покарання — розстрілу.
14 листопада 1952 року в м. Проскурові були розстріляні.

## Творчість
Хома Мартюк писав вірші та оповідання на повстанські теми.
У різних виданнях побачили світ його оповідання «Юні бандерівці», «Вірні сини», «Облога», «Помстив», «Замість вінка на могилу», його вірші: «Не здамось», «Зірка», «На шляху до волі».